# ソウル日本人学校
ソウル日本人学校（そうるにほんじんがっこう、Japanese School in Seoul, 서울일본인학교）は、大韓民国ソウル特別市麻浦区にある日本人学校。

## 概要
ソウル在住の日本人駐在員の間で日本人学校設立の気運が高まり、1972年に創立された。当初は龍山区漢南洞のビルを使用していたが、1980年に江南区開浦洞（韓国鉄道・盆唐線開浦洞駅そば）に校舎を建設。幼稚園（年少～年長）、小学部（各学年2クラスずつ、松・竹組、一部学年は1学級のみ）、中学部（各学年1クラス）、高学部(1クラス)がある。
2010年9月14日、麻浦区上岩洞（サンアムドン）のデジタルメディアシティ (DMC) 内の外国人学校用地に前年から建設していた新校舎が竣工し、開浦洞から移転して、9月27日にから新校舎での授業を開始した。
原則として日本国籍所持者あるいは日本に永住資格を持つ外国人で将来日本へ帰国することが確かなことを証明できる子女のみが入学を許される（日本国籍者でも韓国に永住する場合は原則入学を許可されない）。それ以外の場合は、必要書類を提出した上で月1回開催される学校運営委員会の審査の結果、入学の可否が決まる。ソウルジャパンクラブが運営しているため、保護者はソウルジャパンクラブへの入会を原則としている。日本国籍以外の保護者でソウルジャパンクラブに入会できない場合はソウルジャパンクラブ非会員でも入学可能なケースもあるが、幼稚部では会員の子女に入学優先権があったり、会員・非会員で入学金、授業料に差がある。
日本の文部科学省には日本人学校、韓国政府には私立各種学校として認可されているため、日本国内の上級学校への進学は支障がないものの、韓国内の上級学校への進学資格は各種学校扱いのため韓国の小学校・中学校卒業資格は付与されない。（ただし、韓国政府が該当卒業資格は付与しないものの、留学生枠などで外国人学校出身生徒の入学を認めたりするケースもあるため、韓国の各地域の所轄教育庁や該当中学・高校に相談することが望ましい）
児童生徒数は、バブル崩壊の影響で一時200名以下まで減少していたが、徐々に増加の兆しを見せ、2016年2月現在は幼稚部も含めて428名が在籍している。小学1年より韓国語、英会話の授業がある。

## 新校舎移転
江南区開浦洞の校舎の老朽化にともない、ソウル特別市麻浦区上岩洞ワールドカップ競技場に隣接するデジタルメディアシティ (DMC) 西端の地域（ワールドカップ7団地付近）に新校舎を建設し、移転。起工は2009年7月、竣工日は2010年9月14日、新校舎開校日は2010年9月27日（ただし開校式は10月1日に実施）。施工はフジタ。現敷地は日本人学校移転後、英語圏の外国人学校を設立すべく現在ソウル市が誘致している。

## 最寄駅およびタクシー等利用の注意点
- 地下鉄6号線・デジタルメディアシティ駅より徒歩20～25分、バス5分
- KORAIL京義中央線・水色駅より徒歩15分、バス5分